# Circonscription de Gonji
La circonscription de Gonji est une des 135 circonscriptions législatives de l'État fédéré Amhara, elle se situe dans la Zone Ouest Godjam. Sa représentante actuelle est Shitaye Minale Tizazu.